# اندیس دیشموک
دیشموک یک اندیس غیرفلزی است که در استان کهگیلویه و بویراحمد قرار دارد و مادهٔ معدنی موجود در آن، نیترات پتاسیم است. سنگ میزبان این اندیس سنگ آهک است و دیرینگی آن به دوران الیگومیوسن می‌رسد. در این اندیس، پاراژنز‌های نیترات پتاسیم یافت می‌شوند.